# Topol pri Medvodah
Topol pri Medvodah is een plaats in Slovenië en maakt deel uit van de gemeente Medvode in de NUTS-3-regio Gorenjska. De plaats telde 183 inwoners op 1 januari 2020.